# Мурекс
Му́рекс (Murex) — рід хижих черевоногих молюсків родини Мурексові (Muricidae). Поширені у тропічних морях, сягають значних розмірів. Це одна з найстаріших зоологічних назв морських молюсків: їх так називав ще Аристотель. В окремий рід їх виділив у 1758 році відомий шведський систематик Карл Лінней. Раніше до цього роду відносили й багато інших представників родини Мурексові. Зараз різні групи мурексових мають різні наукові назви, проте в широкому вжитку їх досі часто називають «мурексами».
Молюски цього роду живуть тільки у басейнах Тихого та Індійського океанів, у морях Атлантичного океану не представлені. Середземноморських равликів, з яких за часів античності добували цінну пурпурову фарбу, донедавна звали «мурексами», а тепер їх відносять до інших родів родини Muricidae — Haustellum та Hexaplex.
Характерною рисою представників роду є мушля витонченої форми, з численними пальчастими відростками та шипами. У більшості видів мушлі до того ж яскраво забарвлені, тому мають значний попит у колекціонерів.

## Види
Список видів наведено за даними World Register of Marine Species станом на вересень 2015.
- Murex acanthostephes Watson[en], 1883
- Murex aduncospinosus Sowerby II, 1841
- Murex africanus Ponder & Vokes, 1988
- Murex altispira Ponder & Vokes, 1988
- Murex antelmei Viader, 1938
- Murex balkeanus Vokes, 1967
- Murex brevispina Lamarck, 1822
- Murex carbonnieri (Jousseaume, 1881)
- Murex concinnus Reeve, 1845
- Murex coppingeri E. A. Smith, 1884
- Murex echinodes Houart, 2011
- Murex falsitribulus Ponder & Vokes, 1988
- Murex forskoehlii Röding, 1798
- Murex huangi Houart, 2010
- Murex hystricosus Houart & Dharma, 2001
- Murex indicus Houart, 2011
- Murex kerslakae Ponder & Vokes, 1988
- Murex megapex Neubert, 1998
- Murex occa G. B. Sowerby II, 1834
- Murex pecten Lightfoot, 1786
- Murex philippinensis Parth, 1994
- Murex protocrassus Houart, 1990
- Murex queenslandicus Ponder & Vokes, 1988
- Murex salomonensis Parth, 1994
- Murex scolopax Dillwyn, 1817
- Murex somalicus Parth, 1990
- Murex spectabilis Ponder & Vokes, 1988
- Murex spicatus Ponder & Vokes, 1988
- Murex spinastreptos Houart, 2010
- Murex surinamensis Okutani, 1982
- Murex tenuirostrum Lamarck, 1822
- Murex ternispina Lamarck, 1822
- Murex textilis Gabb, 1873
- Murex trapa Röding, 1798
- Murex tribulus Linnaeus, 1758
- Murex troscheli Lischke, 1868